# SN 1979D
SN 1979D – niepotwierdzona supernowa odkryta 19 sierpnia 1979 roku w galaktyce E153-G27. W momencie odkrycia miała maksymalną jasność 18,50m.